# Wichling
Wichling (även: Wychling) är en ort och civil parish i grevskapet Kent i sydöstra England. Orten ligger i distriktet Maidstone, cirka 7,5 kilometer söder om Sittingbourne och cirka 16 kilometer öster om Maidstone. Civil parishen hade 116 invånare vid folkräkningen år 2021.